# Чадрг
Чадрг (словен. Čadrg) — поселення в общині Толмин, Регіон Горишка, Словенія. Висота над рівнем моря: 682,5 м.